# Ozero Antozero
Ozero Antozero (ryska: Озеро Антозеро) är en sjö i Belarus.   Den ligger i voblasten Hrodna voblast, i den västra delen av landet, 220 km väster om huvudstaden Minsk. Ozero Antozero ligger 115 meter över havet. Arean är 0,33 kvadratkilometer. Den sträcker sig 1,5 kilometer i nord-sydlig riktning, och 0,4 kilometer i öst-västlig riktning.
I omgivningarna runt Ozero Antozero växer i huvudsak blandskog. Runt Ozero Antozero är det ganska tätbefolkat, med 139 invånare per kvadratkilometer.